# Saua

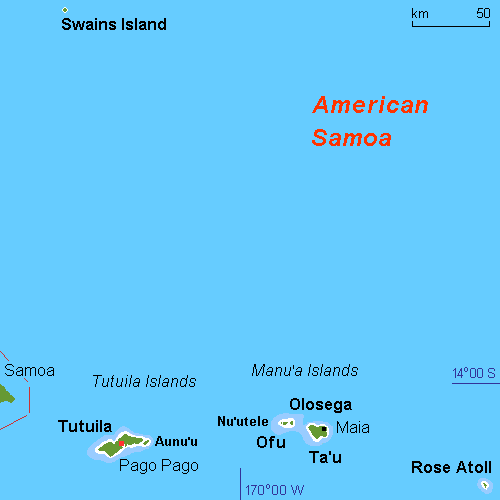
Saua, på den östra kusten av Ta'ū

Saua är en arkeologisk plats och historiskt område som ligger på ön Ta'ū i Amerikanska Samoa i sydvästra Stilla havet.

## Området
Saua ligger på Ta'ūs östra kust ca 2 km sydöst om byn Fiti'uta och alldeles innanför gränsen till American Samoa nationalpark.
Området var någon form av bosättning och man har hittills funnit en gravplats och en del artefakter (1).

## Historia
Saua betraktas enligt den samoanska mytologin som platsen där atua (polynesiska för "Gud" och "ande") Tagaloa skapade land, hav, himmel och stjärnorna samt människorna (2) i likhet med Skapelseberättelsen i Bibelns Första Moseboken.
Samoaöarna beboddes av polynesier sedan 1000-talet f.kr. och befolkades troligen under Lapitakulturens utvidgning. Samoaöarna ligger tillsammans med Fijiöarna och Tongaöarna i västra Polynesien som anses vara kärnlandet för den polynesiska kulturen (3). Ta'ū och övriga Manu'aöarna har alltid varit ett viktigt kulturellt centrum med en egen härskare (Tuʻi Manuʻa) fram till öarna hamnade under USA:s förvaltning.
Saua anses också vara den plats där Ava-ceremonin (en helig traditionell ritual) utfördes för första gången (4).
Orienterande undersökningar har utförts i området av amerikanska arkeologer sedan 1980-talet och man har hittat ytterligare fyndplatser söder om Saua (5), hittills har dock inga omfattande utforskningar ägt rum.
Strukturerad utforskning och utgrävningar i området i regi av "American Samoa Community College" och "University of Oregon" var planerade till att börja 2002 (6), det är dock osäkert hur långt planerna har kommit och om arbetet har påbörjats.